# Kisangani

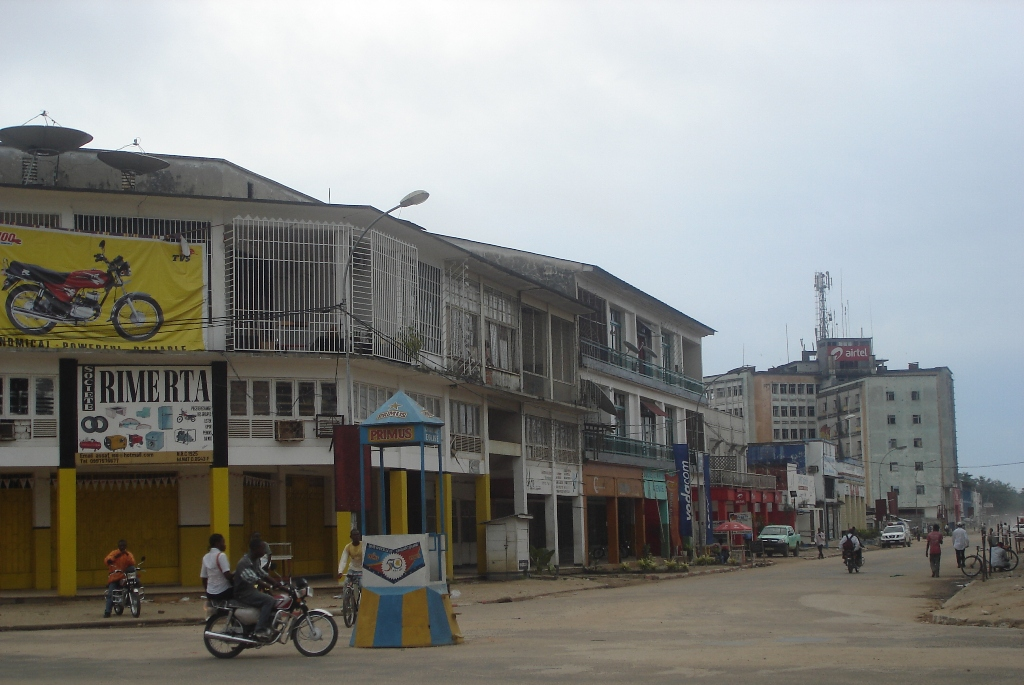
Het commerciële centrum van Kisangani, met in de achtergrond het Congo Palace (foto 2011)

Kisangani, voorheen Stanleystad of Stanleyville, is een stad in Congo-Kinshasa in Centraal-Afrika. Het is de hoofdstad van de provincie Tshopo. Het is een van de grote steden van het land samen met Kinshasa, Lubumbashi, Kolwezi, Bukavu en Mbuji-Mayi.
Kisangani ligt op de plaats waar de rivier de Lualaba overgaat in de Congo, ten noorden van de watervallen van Boyoma. Vanaf Kinshasa, dat zo'n 500 kilometer van de kust ligt, is Kisangani het verste punt tot waar de Congostroom doorlopend bevaarbaar is. De afstand bedraagt 1734 km.
De stad heeft ook een luchthaven en een spoorweg naar Ubundu. Een waterkrachtcentrale op de rivier de Tshopo levert stroom.
Kisangani is een universiteitsstad. In 1963 werd de Protestantse Universiteit opgericht. Nu is deze universiteit een van de drie grote nationale Congolese universiteiten. In 2013 werd haar 50-jarig bestaan gevierd.

## Geschiedenis

### Pre-Koloniale tijd (voor 1885)
Henry Morton Stanley stichtte "Stanley Falls Station" in december 1883 op een eiland in de rivier de Congo vlak bij de huidige stad Kisangani. Hij liet Mr. Binnie, een Schots ingenieur, achter als vertegenwoordiger van de Kongo-Vrijstaat om verder te onderhandelen met de plaatselijke bewoners.

### Onafhankelijke Congostaat (1885-1908)

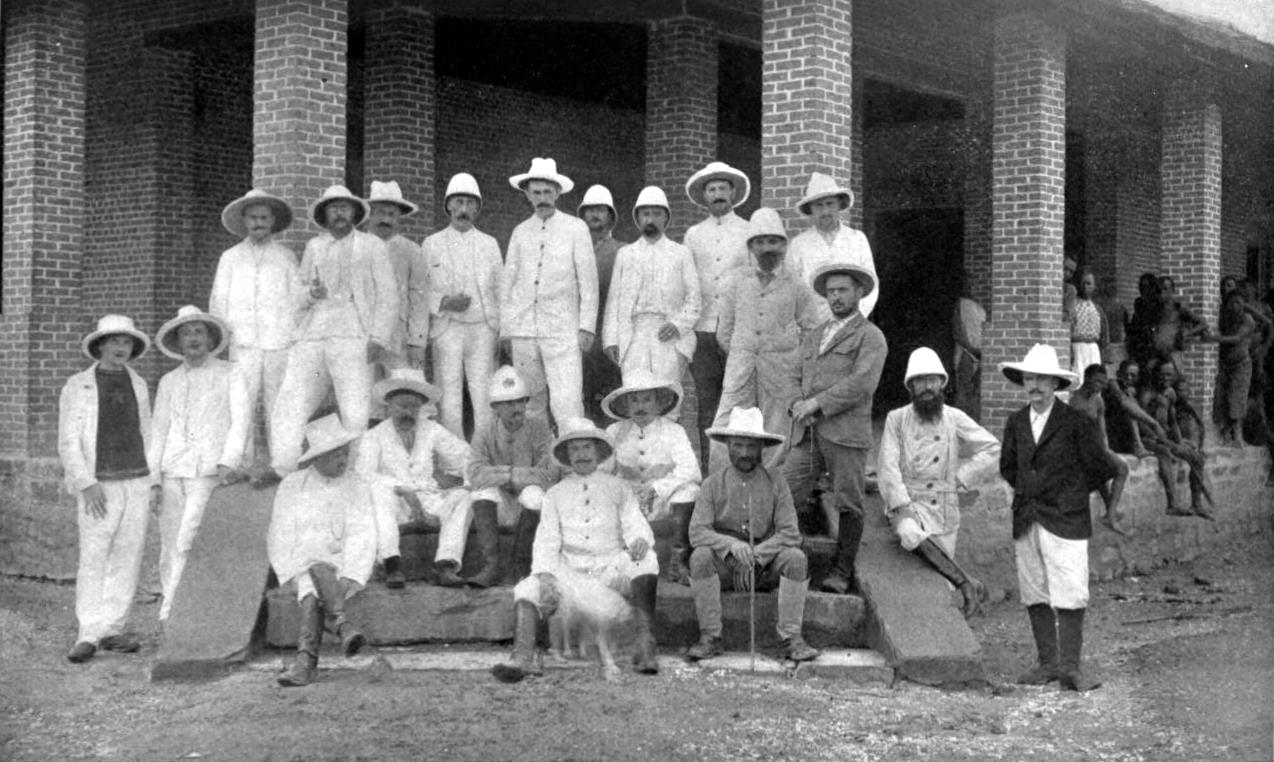
Europeanen in Stanleystad in 1902

Kort daarna kwamen slavenhandelaars uit Zanzibar aan bij de Stanleywatervallen. De relaties tussen de vertegenwoordigers van de "Vrijstaat" en de slavenhandelaars werden erg stroef en na een gevecht werd de post verlaten in 1887. In 1888 werd het gezag van de Vrijstaat min of meer hersteld door Tippu Tip, een van de grootste Zanzibarese slavenhandelaars, aan te stellen als gouverneur van het district Stanley Falls.
In 1897 richtten de Paters van het Heilig Hart van Jezus onder leiding van Émile Gabriel Grison (1860-1942) de missiepost van Sint-Gabriel op. Grison werd later apostolisch vicaris en bisschop van Stanleystad.

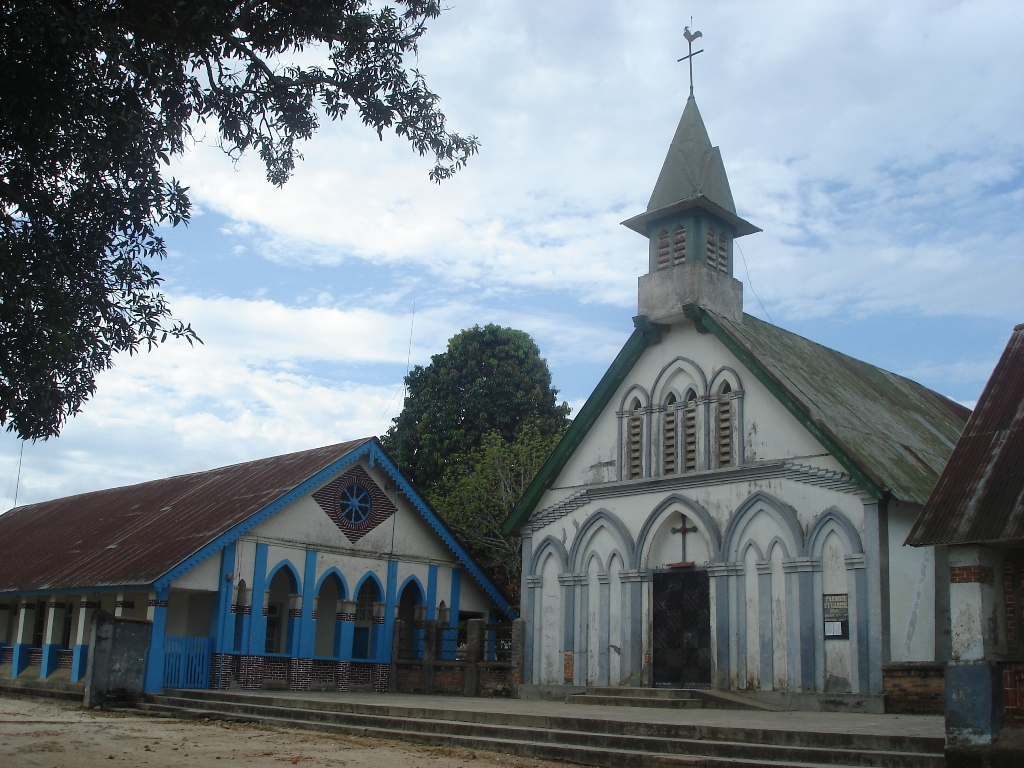
Missie van Sint-Gabriel, Kisangani (foto 2011)

Vanaf 1898 ontstond de Europese kern van Stanleystad op de rechteroever van de Congostroom. Stroomopwaarts voorbij Stanleystad verandert de Congo van naam in Lualaba. Door de talrijke stroomversnellingen is de rivier over een lengte van 200 km – tussen Stanleystad/Kisangani en Ponthierstad/Ubundu – onbevaarbaar. De aanleg van de spoorlijn Stanleystad-Ponthierstad tussen 1903 en 1906 overbrugde deze onderbreking en maakte van Stanleystad een belangrijk overslagcentrum.

#### Congolese-Arabische Oorlog (1892-1894)
In de jaren 1892-94 fungeerde deze handelspost als bevoorradingsbasis voor de militaire campagnes van de Vrijstaat in de Maniema.

### Belgisch koloniaal bewind (1908-1960)
Ten tijde van Belgisch-Congo (1908-1960) groeide de stad gestaag. In 1918 telde ze een 100-tal Europese (voornamelijk Belgische) inwoners en zowat 7.000 Congolezen. Bij het uitbreken van de Tweede Wereldoorlog in 1940 waren dat bijna 1.000 Europeanen en 14.000 Congolezen. In 1959, vlak voor de Congolese onafhankelijkheid, zo'n 4.000 Europeanen en ruim 90.000 Congolezen. De herkomst van de Congolese bevolking was zeer verscheiden. De plaatselijke volksgroepen, zoals de Wagenias en Bakumu, vormden een minderheid tegenover ingeweken groepen zoals de Lokele, Bakusu (Maniema), Babua (Buta, Neder-Uele).

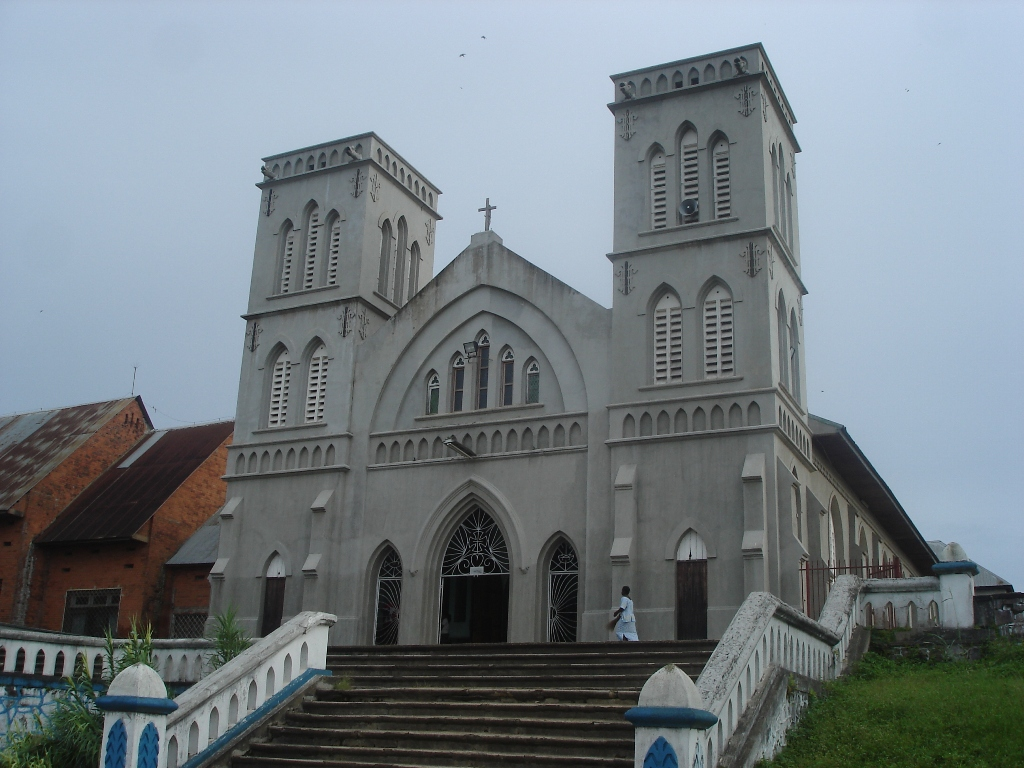
Kathedraal van Kisangani (foto 2011)

De Europese stad (de huidige gemeente Makiso) had een elegant voorkomen, met als belangrijke monumenten de gouverneurswoonst, de kathedraal (Notre-Dame du Très-Saint-Rosaire) en enkele voorname hotels, zoals het Hôtel des Chutes aan de boord van de rivier. De blanke stad werd door een dun palmbos gescheiden van de zogenaamde inlandse cités: Belge I (de huidige gemeenten Tshopo en Mangobo) en Bruxelles (Kabondo). Oostelijk van de Europese stad lag de zogenaamde cité van de gearabiseerden (tot de islam bekeerde Afrikanen), de huidige gemeente Kisangani. Aan de linkeroever van de rivier lagen het kopstation en het arbeiderskamp van de spoorlijn Stanleystad-Ponthierstad, en de cité Belge II (Lubunga). Op 30 mei 1932 werden de Afrikaanse cités samengevoegd tot het buitengewoonterechtelijk centrum Stanleystad (centre extra-coutumier). Dit speciale statuut had tot doel de stedelijke Congolese bevolking te organiseren in een wettelijk kader los van hun traditionele stamaangehorigheid en een beperkte vorm van zelfbestuur mogelijk te maken. Het buitengewoonterechtelijk centrum werd bestuurd door een autochtone chef, bijgestaan door een autochtone Raad, maar steeds onder de strikte controle van de koloniale overheid. César Lengema was gedurende 15 jaar, van 1936 tot 1951, de chef van het buitengewoonterechtelijk centrum Stanleystad.
De handel langsheen de Congostroom, de bloeiende plantage-economie (palmolie, koffie, tropisch hout) en de nabijgelegen mijnindustrie (diamant, goud) maakten Stanleystad tot een welvarende stad. De vruchten van die welvaart kwamen in de eerste plaats de Europese bevolking ten goede, maar ook een groeiende groep van vooral in de handel en horeca actieve Grieken en Indiërs.

#### Aanloop naar de Onafhankelijkheid (1958-1960)

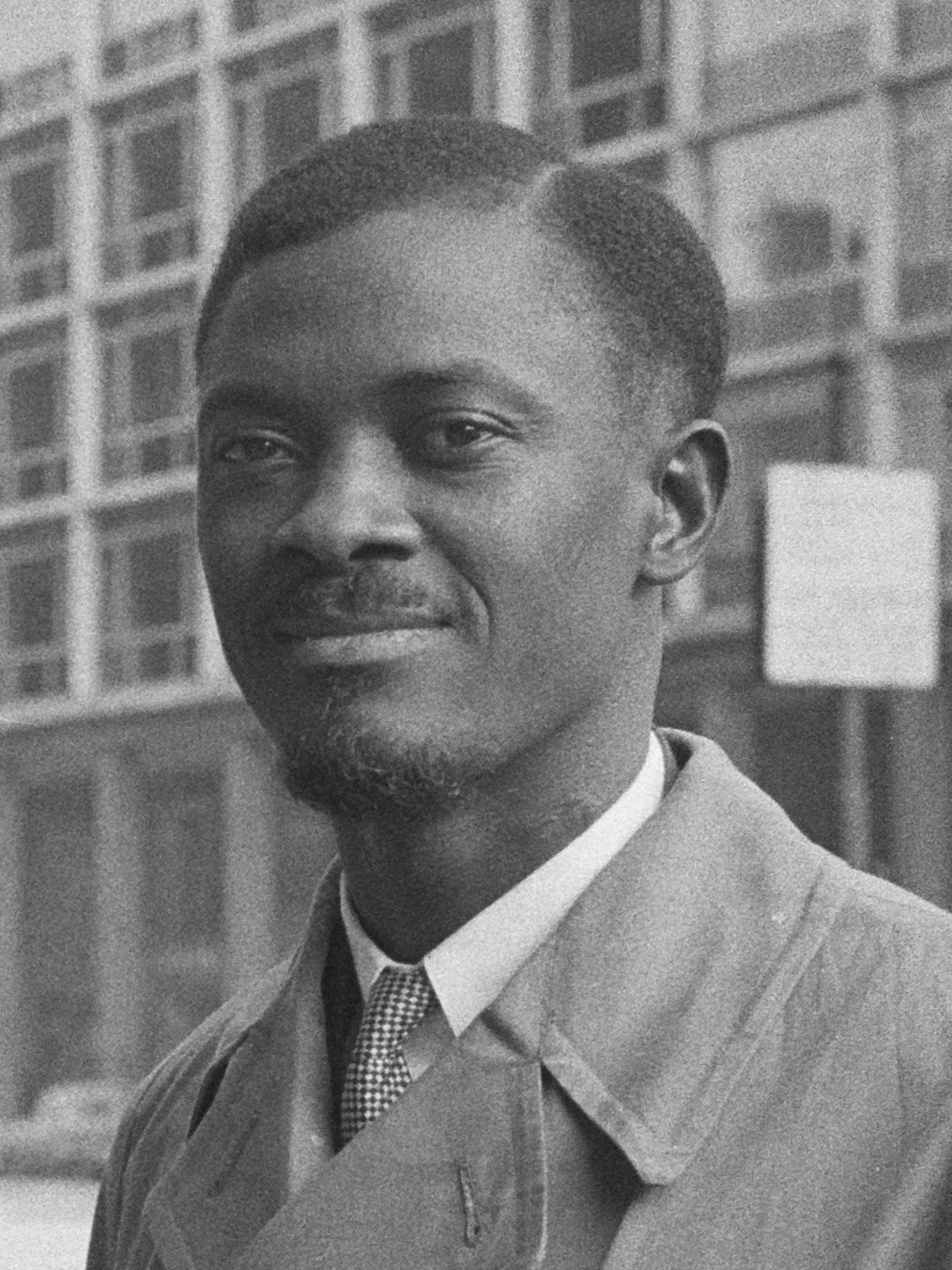
Patrice Lumumba

Vanaf de late jaren 1950 werd Stanleystad het centrum van Congolese politieke bewustwording en activiteit in de Oost-Provincie. Patrice Lumumba werkte als postbeambte in Stanleystad. Hij was er lid van de door de Belgische koloniale overheid opgerichte cercle des évolués, maar verdween in 1955-56 voor een jaar in de gevangenis omwille van verduistering van fondsen. Lumumba richtte in 1958 mee het Mouvement National Congolais (MNC) op, waarvan hij al gauw de voorzitter werd. In oktober 1959 werd Lumumba opnieuw gearresteerd, dit keer omwille van het aanzetten tot geweld tegen de koloniale overheid (bij een door het MNC gesteunde protestbeweging in Stanleystad vielen verschillende doden).
In januari 1960 werd hij echter uit de gevangenis van Stanleystad ontslagen onder druk van de Congolese vertegenwoordigers die op dat ogenblik in Brussel in een rondetafelconferentie de onmiddellijke onafhankelijkheid van Congo onderhandelden.

### Congocrisis (1960-1965)

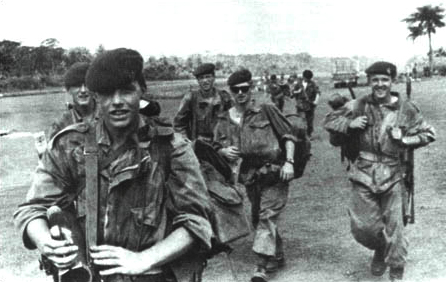
Belgische parachutisten in actie tijdens Operatie Dragon Rouge in 1964

Patrice Lumumba werd op 30 juni 1960 de eerste premier van het onafhankelijke Congo. Hij werd reeds in september afgezet en gevangengenomen door zijn rivalen. Hij zou in januari 1961 vermoord worden. Het MNC-strekking Lumumba (Antoine Gizenga) bleef evenwel veel steun genieten in Stanleystad, waar in 1961 de afscheiding van het centrale gezag in Leopoldstad werd uitgeroepen. In de jaren 1960 en 1970 viel Stanleystad – vanaf 1966 omgedoopt tot Kisangani – ten prooi aan rebellenbewegingen en geweld.

#### Simba-Opstand (1964)
In 1964 veroverden de Simba's de stad tijdens de Congocrisis en zij gijzelden daarbij 1600 Europeanen. Na 111 dagen van vruchteloze onderhandelingen lanceerden de Verenigde Staten, België en een leger van huurlingen onder het bevel van kolonel Frederic Vandewalle de Operatie Dragon Rouge om de gijzelaars te bevrijden. Hierbij werden onder andere paracommando's gedropt nabij de stad.

### Zaïrisering (1967-1970)
In 1966 en 1967 was Kisangani het toneel van muiterijen van de Baka en van de huurlingen. De Europese bevolking was toen al massaal weggetrokken uit Kisangani en de omliggende provincie. De door president Mobutu in de jaren 1970 afgedwongen zaïrisering van het bedrijfsleven en van de plantages bracht de lokale economie van Kisangani een fatale klap toe. Het hiermee gepaard gaande proces van neergang en willekeur is treffend beschreven in de novelle van V. S. Naipaul, A Bend in the River (1979).

#### Onrusten in Zaïre (1991)
Een voorzichtig herstel in de jaren 1980 werd brutaal afgebroken door de door Mobutu uitgelokte, of op z'n minst gedoogde, plunderingen van 1991-92.

### Eerste Congolese Burgeroorlog (1996-1997)
In 1997 poogde Mobutu's regeringsleger bij Kisangani tevergeefs de opmars van de rebellen van de Alliance des Forces Démocratiques pour la Libération du Congo (AFDL) tot staan te brengen. De overwinning van de AFDL op 15 maart 1997 luidde het begin van het einde in voor het regime Mobutu. In december 1997 trad de Congo uit zijn oevers en maakte meer dan 20.000 inwoners van Kisangani dakloos.

### Tweede Congolese Burgeroorlog (1998-2003)
In augustus 1998 werd Kisangani ingenomen door het Rassemblement Congolais pour la Démocratie (RCD), in een poging het regime van Laurent Kabila omver te werpen.

#### Zesdaagse Oorlog (2000)

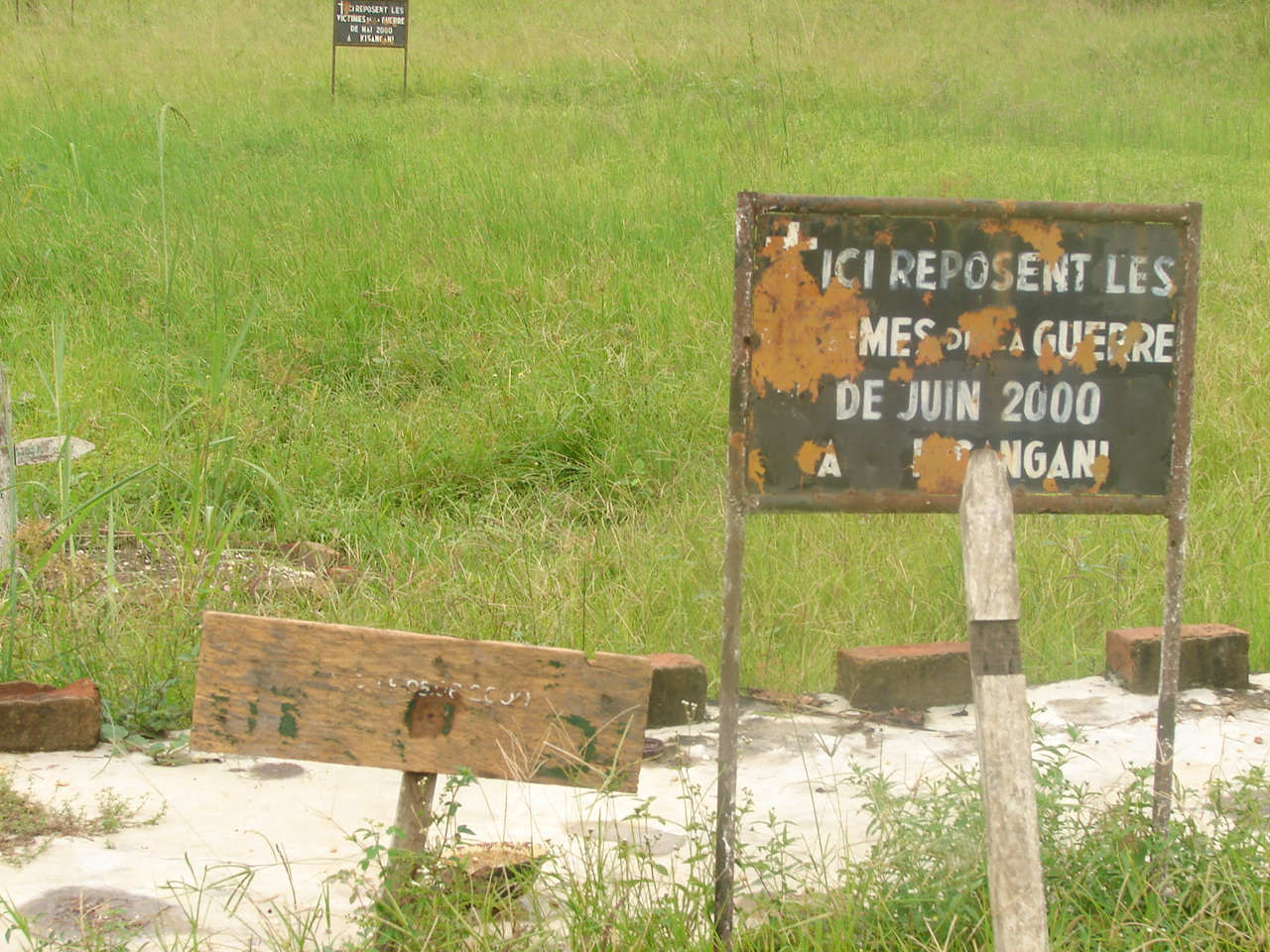
Herdenkingsbegraafplaats van de "Guerre des Six Jours" (Zesdaagse Oorlog) van 2000

In 2000 was Kisangani het toneel van open gevechten tussen Oegandese en Rwandese strijdkrachten, onder andere om de controle te verwerven over de diamantmijnen in de buurt. Na drie veldslagen, die de stad in ruïne achterlieten, moesten de Oegandezen afdruipen. Toen in december 2002 een vredesverdrag voor heel Congo werd afgesloten, was Kisangani onder de controle van het door de Rwandezen gesteunde RDC. De laatste Rwandese eenheden verlieten pas in 2005 Kisangani.

#### Bloedbad van Kisangani (2002)
Nadat ze een opstand hadden neergeslagen, maakten de strijdkrachten gelieerd aan de Congolese Rally voor Democratie (RDC) tussen 13 tot 15 mei 2002 zich schuldig aan grove schendingen van de mensenrechten, waaronder Liquidaties, plunderingen en verkrachtingen. Volgens een onderzoek van de VN werden in totaal 183 mensen gedood door RCD-troepen, waaronder 103 burgers en 60 politie- en militairen die werden geliquideerd. Bovendien werden nog eens 20 lichamen aangetroffen in de Tshopo-rivier. Het is echter mogelijk dat het aantal geliquideerden bij de Tshopo-brug aanzienlijk hoger was dan gerapporteerd, en dat veel lichamen mogelijk zijn weggezonken in de rivier of stroomafwaarts zijn gespoeld.

### Hewa Bora Airways-Vlucht 952 (2011)
Op 8 juli 2011 stortte een Boeing 727 van de Congolese luchtvaartmaatschappij Hewa Bora neer op de luchthaven van Kisangani. Hierbij kwamen 127 mensen om het leven.

## Sport
- AS Kabasha
- AS Ndjadi
- AS Nika

## Geboren
- Anne-Sylvie Mouzon (1956–2013), politica
- Koffi Olomide (1956), soukous-zanger, producer en componist
- Jacques Borlée (1957), sprinter en trainer
- Nicole Maréchal (1957), politica
- Barly Baruti (1959), stripauteur en musicus

Sankuru · Bas-Uele · Kongo Central · Kwango · Kwilu · Mai-Ndombe · Kinshasa · Kasaï · Lulua · Kasaï oriental · Lomami · Maniema · Zuid-Kivu · Noord-Kivu · Ituri · Haut-Uele · Tshopo · Noord-Ubangi · Mongala · Zuid-Ubangi · Evenaarsprovincie · Tshuapa · Tanganyika · Haut-Lomami · Lualaba · Haut-Katanga